# Eerste postzegelemissie

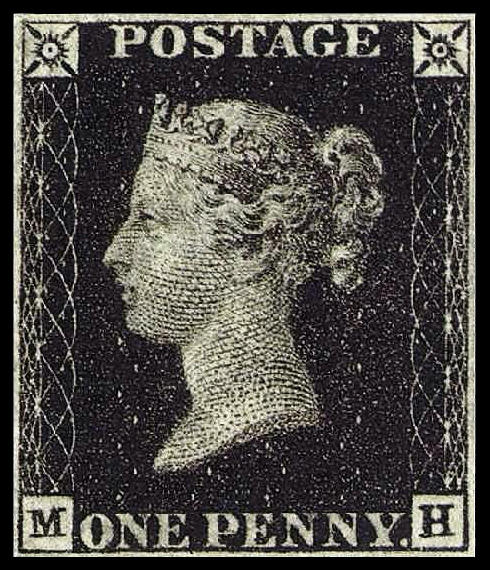
De allereerste emissie: de Penny Black

De allereerste postzegelemissie was de uitgifte van de Penny Black en de Two pence blue in Groot-Brittannië. Maar elk land heeft een eerste postzegelemissie of kortweg eerste emissie, dat wil zeggen de eerste uitgifte van één of meer postzegels in dat land. In elk land was dat weer een avontuur, met keuzes die moesten worden gemaakt, en die soms verkeerd uitpakten, en kinderziektes die optraden.
In navolging van het moederland waren ook veel Britse koloniën erg vroeg met hun eerste emissie. België volgde in 1849, Nederland in 1852.

## Bekende eerste postzegelemissies

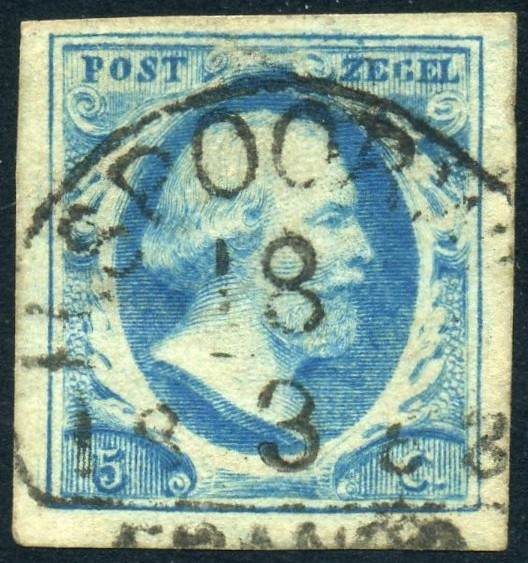
Nederland: Emissie 1852

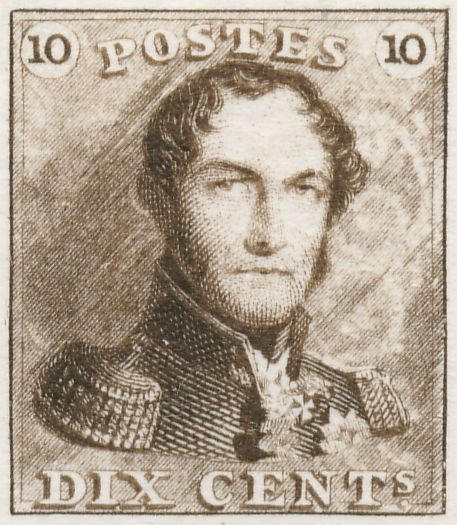
België: Eerste emissie

Juist in eerste emissies zitten veel postzegels die intussen erg bekend zijn geworden.
- Penny Black en Two pence blue (1840)
- Penny Red (1841)
- Zürich 4 en Zürich 6 (1843)
- Doppelgenf (1843)
- Bazeler duif (1845)
- Post Office Mauritius (1847)
- Koninkrijk Beieren (1849): Schwarzer Einser
- Baden 9 kreuzer kleurfout blauwgroen (1851)
- India (1854): Four annas kopstaand
- Zweden (1855): Tre skilling banco geel, een kleurfout
- British Guiana 1c magenta (1856)
- missionariszegels van Hawaï (1851)
- missionariszegels van Oeganda (1895)

andreaskruis · baarfrankering · brandkastzegel · cinderella · decemberzegel · dienstzegel · doorloper · dwangtoeslagzegel · eerste postzegelemissie · gelegenheidszegel · gemeenschappelijke postzegelemissie · gemengde frankering · gepersonaliseerde postzegel · kinderpostzegel · langlopende postzegel · luchtpostzegel · perfin · portzegel · postpakketzegel · postzegel met tab · postzegelboekje · spoorwegzegel · toeslagzegel · vertanding · voorafstempeling · zelfklevende postzegel · zomerpostzegel · zondagstrookje
Portaal · Categorie